# Clistoronia magnifica
Clistoronia magnifica là một loài Trichoptera trong họ Limnephilidae. Chúng phân bố ở miền Tân bắc.